# Tobias Lauritsen (calciatore 2004)
Tobias Lauritsen (18 giugno 2004) è un calciatore danese, centrocampista del Vejle.

## Carriera

### Club
Lauritsen è cresciuto nel settore giovanile del Vejle, con cui ha debuttato il 2 agosto 2022 nell'incontro di DBUs Landspokalturnering vinto 5-1 contro l'OKS Odense. Ha segnato il suo primo gol il 4 giugno del 2023 nella partita di 1. Division vinta 4-3 contro il Vendsyssel.

### Nazionale
Ha giocato nella nazionale danese Under-20.

## Statistiche

### Presenze e reti nei club
Statistiche aggiornate all'11 novembre 2024.
| Stagione        | Squadra         | Campionato      | Campionato | Campionato | Coppe nazionali | Coppe nazionali | Coppe nazionali | Coppe continentali | Coppe continentali | Coppe continentali | Altre coppe | Altre coppe | Altre coppe | Totale | Totale | Totale |
| Stagione        | Squadra         | Comp            | Pres       | Reti       | Comp            | Pres            | Reti            | Comp               | Pres               | Reti               | Comp        | Pres        | Reti        | Pres   | Reti   |        |
| --------------- | --------------- | --------------- | ---------- | ---------- | --------------- | --------------- | --------------- | ------------------ | ------------------ | ------------------ | ----------- | ----------- | ----------- | ------ | ------ | ------ |
| 2022-2023       | Vejle           | 1D              | 7          | 1          | CD              | 5               | 0               | -                  | -                  | -                  | -           | -           | -           | 12     | 1      |        |
| 2023-2024       | Vejle           | SL              | 22         | 1          | CD              | 2               | 1               | -                  | -                  | -                  | -           | -           | -           | 24     | 2      |        |
| 2024-2025       | Vejle           | SL              | 10         | 2          | CD              | 1               | 0               | -                  | -                  | -                  | -           | -           | -           | 11     | 2      |        |
| Totale Vejle    | Totale Vejle    | Totale Vejle    | 39         | 4          |                 | 8               | 1               |                    | -                  | -                  |             | -           | -           | 47     | 5      |        |
| Totale carriera | Totale carriera | Totale carriera | 39         | 4          |                 | 8               | 1               |                    | -                  | -                  |             | -           | -           | 47     | 5      |        |

## Palmarès

### Club

#### Competizioni nazionali
- 1. Division: 1

Vejle: 2022-2023